# Asbach-Viadukt

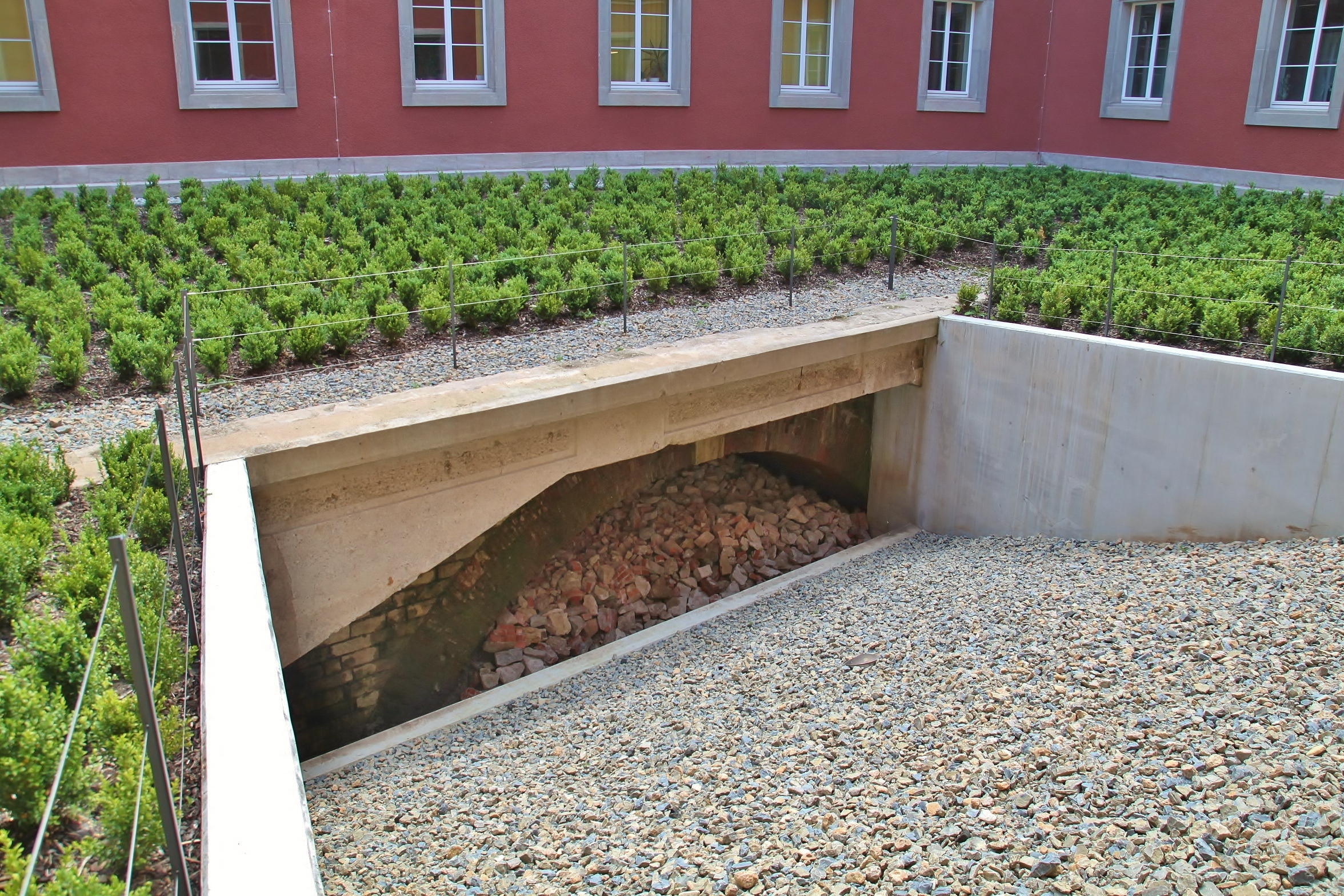
Reste des Viadukts (2012)

 Der Asbach-Viadukt war eine Bogenbrücke über den Asbach im Stadtgebiet von Weimar in Thüringen, die von ca. 1880 bis in die 1930er Jahre Bestand hatte.

## Lage
Das Viadukt überspannte den Asbach-Grünzug im Norden der Weimarer Innenstadt. Es überführte die Straße Am Viadukt (ab 1933: Adolf-Hitler-Straße, ab 1945 Karl-Liebknecht-Straße) über den Geländeeinschnitt des namensgebenden Asbaches, der 1880 im Zuge des Baus des Neuen Museums angelegt worden war. Die Brücke stellte eine wichtige Verbindung der Weimarer Innenstadt mit der nördlichen Vorstadt und dem dort liegenden Bahnhof Weimar dar. Nordöstlich des Viaduktes entstand fast zeitgleich auf der östlichen Seite der Straße, vor dem Neuen Museum, der Vimaria-Brunnen. Südlich des Viadukts wurde die östliche Straßenseite 1913 mit dem Vier-Giebel-Haus genannten Gebäudeensemble bebaut.  

## Geschichte

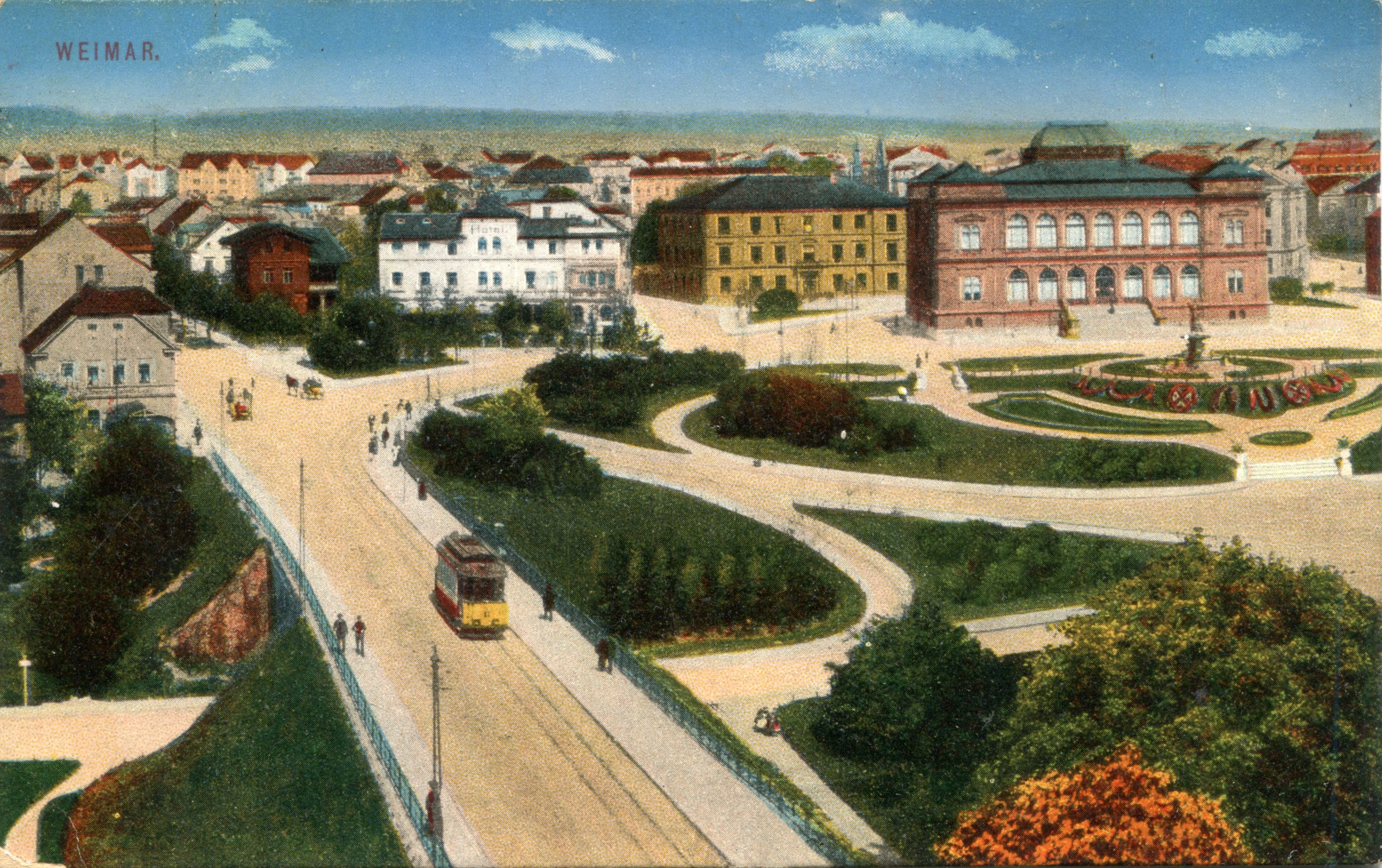
Asbach-Viadukt mit Straßenbahn (1908)

Das Viadukt wurde 1880 im Zuge des Gewässerausbaus des Asbaches errichtet, welcher mit den Neubau des Neuen Museums nördlich des Asbaches auf der Flur des Kettenberges erfolgte. Ab 1897 führte ein Gleis der Straßenbahn Weimar über das Viadukt.
Ab 1936 erfolgte eine massive Umgestaltung des Areals, Vimaria-Brunnen, Asbach-Viadukt, das nördliche Segment des Vier-Giebel-Hauses und weite Teile der Jakobsvorstadt wurden für den Bau des Gauforum Weimar abgerissen.
Bei der Sanierung des nun als Thüringer Landesverwaltungsamt genutzten ehemaligen Gauforums 2011 wurden bauliche Reste des Asbach-Viadukts freigelegt und sind seither im Innenhof des westlich gelegenen Gebäudes Haus 2 sichtbar.